# Pollen (гурт, Квебек)
«Pollen» (Полен) — квебекський рок-гурт напрямку прогресивний рок. Це був один із найпопулярніших гуртів другої половини сімдесятих років у Квебеці (інші це «Harmonium» та «Maneige»). Гурт вирізняється спрямованістю в симфонічний жанр. 

## Біографія
1972 року Tom Rivest і Richard Lemoyne вирішили сформувати прогресивну рок-групу. Наступного року до них приєднався Serge Courchesne, який запропонували залучити двох клавішників, Claude Lemay і Serge Locat, однак останній уже приєднався до «Harmonium». Назва групи з'явилася випадково, коли на кухні будинку, де вони жили разом, музиканти помітили банку з квіткового пилку. Вони пристосували цю назву і представити більш творчу концепцію…
1973 року «Pollen» дав перший живий виступ. Завдяки їхньому агенту в той час Alain Simard і за допомогою талановитих візуальних дизайнерів, таких як Jacques Lamarche та Jean Saro концерт гурту супроводжували витончені світлові шоу, візуальні елементи та мальовничі ефекти рідкісної краси. 1974 р. Serge Courchesne покинув гурт і гурт змушений був виступати втрьох, одночасно граючи ударні та інші інструменти! 1975 р. Sylvain Coutu приєднався до гурту, а «Pollen» продовжив давати концерти.
Навесні 1976 року «Pollen» нарешті випустив свій довгоочікуваний власний альбом. На жаль, гурт розпався до кінця 1976 року оскільки музична індустрія швидко змінювалася. 1979 року Tom Rivest випустив свій перший сольний альбом, за участю музикантів колишнього гурту «Pollen». 

## Альбом Pollen, 1976
Єдиний альбом вийшов 1976 року. Цей симфонічний альбом нагадує як англійські, такі як YES, Gentle Giant, так і французький симфо-рок гурт Carpe Diem. Того ж року також була видана японська версія альбому.

### Композиції
1. Vieux Corps De Vie D'ange (7'13)
2. L'étiole (6'27)
3. L'indien (4'53)
4. Tout'l Temps (3'33)
5. Vivre La Mort (5'32)
6. La Femme Ailée (10'35)

Загальний час звучання 38:13

### Музиканти
— Jacques Tom Rivest / головний вокал, бас, акустична гітара, клавішні 

— Richard Lemoyne / електричні та акустичні гітари, клавішні, бас 

— Claude Lemay / клавішні, флейта, віброфони, бас, бек-вокал 

— Sylvain Coutu / барабани, вібрафон, перкусія

## Альбом Jacques Tom Rivest, 1979
Перший сольний альбом Tom Rivest, за участю музикантів колишнього гурту «Pollen»
1. Dimanche (2'21)
2. La Langue De Son Pays (4'23)
3. Voyage Au Tibet (7'30)
4. Clown D' Un Soir (3'34)
5. Messager Du Temps (3'11)
6. Toujours Plus Haut (3'51)
7. La Nuit (4'41)
8. Trouver Ma Liberté (4'10)
9. Laisse Toi Donc Aller (3'07)

Загальний час звучання 36:48 (у перевиданні 2006 року є додатковий трек 10. Prendre Son Temps (3'33))

### Музиканти
— Jacques Tom Rivest / вокал, фортепіано, електричні 12-струнні та акустичні гітари

### Гості
— Richard Lemoyne / електричні та акустичні гітари, ситар, фортепіано

— Claude Lemay / хаммонд, міні-Муг, полімог

— Daniel Mathieu / бас

— Serge Courchesne / барабани, перкусія, флейта, французький ріг